# Оношко, Леонид Михайлович
Леонид Михайлович Оношко (1905—1980) — русский и украинский советский писатель-фантаст, педагог, популяризатор науки.

## Биография
Родился в 1905 году в Моршанске, в семье учителя. В 1919 году вместе с семьёй переехал на Украину.
В 1929 году закончил Днепропетровский институт народного образования. После этого преподавал в техникумах и в высших учебных заведениях. Одновременно с педагогической деятельностью занимался литературой — писал научно-популярные книги и журнальные статьи по физике и энергетике, научную фантастику.
Был членом днепропетровского клуба любителей фантастики.
Скончался в 1980 году в Днепропетровске.

## Литературная деятельность
В середине 1930-х годов были опубликованы две научно-популярные книги Оношко: «Электрическая энергия, её источники, свойства и применение» (1935) и «Водная энергия и её использование» (1937).
Первый фантастический рассказ опубликовал в 1956 году. В 1957 году в днепропетровской газете «Молодой ленинец» была опубликована его научно-фантастическая повесть «В ледяной пустыне» (укр. «У крижаній пустелі»), отмеченная затем в обзоре научной фантастики журнала «Знание-сила».
В 1959 году появилась его новая научно-фантастическая повесть «На оранжевой планете» — своеобразная космическая опера времен «хрущёвской оттепели».
В этой книге описывается, как на Венеру, на ракете «Сириус», отправилась первая советская экспедиция из трех человек во главе с профессором Борисом Федоровичем Озеровым. Экспедиция обнаруживает на Венере высокоразвитую цивилизацию аэров. Исследователи занимаются изучением незнакомой культуры и участвуют в разнообразных приключениях.
Повесть была подвергнута резкой критике — частности, в журнале «Крокодил». Критики единодушно обвинили автора в эпигонстве. В упрек ему ставилось, в частности, сходство с «Аэлитой» Толстого. Тем не менее, книга была издана во Франции, где роман подавался западной публике как первая советская «космическая опера». Серьёзные претензии были предъявлены к книге и исследователем фантастики А. Ф. Бритиковым, который сравнил её с появившимися в 1920-е годы произведениями Виктора Гончарова и заклеймил в её лице творчество всех авторов приключенческой фантастики:

Повесть Л. Оношко «На оранжевой планете» (1959), не будь она на уровне макулатурных «Психомашин» и «Межпланетных путешественников» 20-х годов, сама могла бы быть принята за пародию на «Аэлиту» — настолько «добросовестно» перелицован в ней сюжет Толстого. Разве что действие перенесено на Венеру да Аэлита переименована в Ноэллу. А между тем эта нелепая книжонка была выпущена одним парижским издательством на французском языке и создает за рубежом превратное представление о нашей научной фантастике.
— Бритиков А. Ф. Русский советский научно-фантастический роман.
Позднее крайне критически отозвался о рассказах Оношко и А. Стругацкий:

Никакой речи о публикации этих рассказов в «Мире приключений» быть, разумеется, не может. От них до самой заурядной литературы на корабле не доплыть. Думается, делом милосердия было бы заставить автора отказаться от попыток писать.
— Стругацкий А. Внутренняя рецензия на рассказы Л. Оношко (1966 год)

## Публикации

### На русском языке
- Оношко Л. М. На оранжевой планете: Ф роман /Худ. В. Гавриш. — Днепропетровское кн. изд-во, 1959. 356 с. 65 тыс. экз.
- Оношко Л. М. Букет //Днепр вечерний (Днепропетровск), 1976, 5 июня.
- Оношко Л. М. На оранжевой планете : Фантаст.роман. — М.: Ad Marginem, 2004. — 311с с. — (Атлантида). — ISBN 5-93321-078-1.

### На украинском языке
- Мільйони Моріса Фулье // Молодий ленінець — Дніпропетровськ, 1957, № 1-2.
- У крижаній пустелі //Молодий ленінець — Дніпропетровськ, 1957, № 143, 144, 146—150, 152.
- Райдуга над цирком: оповідання // Наука і життя, 1962, № 10.
- Вірус «Й»: оповідання // Знання та праця, 1971, № 6.
- Фермент Пауля Фохта: НФ оповідання /Рис. П. Бербенец //Знання та праця, 1977, № 2. С. 22-24.